# Lago Gransasso
Der Lago Gransasso (von italienisch gran sasso ‚großer Stein‘) ist ein 135 m langer, 100 m breiter und 2,5 m tiefer See auf Inexpressible Island in der Terra Nova Bay vor der Scott-Küste des ostantarktischen Viktorialands. Er liegt 2,7 km südsüdwestlich des Orts, an dem die Gruppe um Victor Campbell bei der Terra-Nova-Expedition des britischen Polarforschers Robert Falcon Scott im Jahr 1913 in einer Schneehöhle überwintert hatte. 
Vittorio Libera untersuchte den See bei einer von 1988 bis 1989 durchgeführten italienischen Antarktisexpedition. Er benannte ihn nach einem großen Felsen am Südufer des Sees.